# Mortal Kombat vs. DC Universe
Mortal Kombat vs. DC Universe est un jeu vidéo de combat développé par Midway Games, sorti en 2008 sur Xbox 360 et PlayStation 3. Huitième épisode de la série Mortal Kombat, il propose également l'Univers DC, celui de l'éditeur de bandes dessinées.

## Trame

### Synopsis
Lors de son dernier affrontement contre Darkseid, Superman a créé une brèche en voulant tuer son ennemi sur le point de fuir. Au même moment, Shao Khan ouvrait un portail vers l'EarthRealm. La coïncidence fait que la Terre où vivent les super-héros et les méchants de l'Univers DC et le monde de Mortal Kombat fusionnent, ce qui donne naissance à la Rage, une force qui s'empare des personnes ressentant de la colère et décuple leur puissance tout en leur faisant perdre la raison. Les villes sont dévastées car peuplées d'hommes ne pensant plus qu'à s'entretuer. Les bons et les méchants de Mortal Kombat s'allient, et ceux de l'univers DC font de même. Chaque combattant veut battre les combattants de l'autre monde afin que le monde qui survive soit le sien. Ils doivent en même temps lutter contre la Rage qui s'empare également d'eux quand ils entrent en colère et qui les force à s'affronter entre combattants du même monde. De plus il y a la fusion entre Darkseid et Shao Kahn après les 2 mondes fusionnés : Dark Kahn.

### Personnages
Le jeu reprend quelques-uns des principaux personnages de chaque univers :

#### Mortal Kombat
Par ordre alphabétique :
VO et VF
- Baraka (VO : Dan Washington ; VF : Pierre Dourlens)
- Jax (VO : Dan Washington ; VF : Daniel Lobé)
- Kano (VO : Michael McConnohie ; VF : Serge Thiriet)
- Kitana (VO : S.G. Willie ; VF : Malvina Germain)
- Liu Kang (VO : Tom Choi ; VF : Thierry Kazazian)
- Raiden (VO : Richard Epcar ; VF: Marc Alfos)
- Scorpion (VO : Patrick Seitz ; VF : Daniel Lobé)
- Shang Tsung (VO : James Lee ; VF : Antoine Tomé)
- Shao Kahn (VO : Patrick Seitz ; VF : Antoine Tomé)
- Sonya (VO : Dana Lyn Baron ; VF : Sophie Riffont)
- Sub-Zero (VO : Jim Miller ; VF : Martial Le Minoux)

#### DC Comics
VO et VF
- Batman (VO : David Gazzana ; VF : Patrick Bethune)
- Catwoman (VO : P.J. Mattson ; VF : Laura Blanc)
- Darkseid (VO : Perry Brown ; VF : Antoine Tomé)
- Deathstroke (VO : Patrick Seitz ; VF : Daniel Lobé)
- Flash (VO : Taliesin Jaffe ; VF : Cédric Dumond)
- Green Lantern (VO : Josh Phillips ; VF : Cédric Dumond)
- Le Joker (VO : Richard Epcar ; VF : Martial Le Minoux)
- Lex Luthor (VO : Joe Thomas ; VF : Pierre Dourlens)
- Captain Marvel (DC Comics) (VO : Joe Thomas ; VF : Serge Thiriet)
- Superman (VO : Christopher Corey Smith ; VF : Luc Bernard)
- Wonder Woman (VO : Tara Platt ; VF : Sophie Riffont)

## Système de jeu

### Généralités
Le jeu reprend les bases typiques des jeux de combat, les personnages peuvent s'envoyer des coups rapprochés ou à distance et disposent d'une grande palette de coups. Les dégâts sont localisés. Au cours du combat, différents modes peuvent être déclenchés :
Close Kombat
Les deux personnages sont très proches et ne peuvent pas se déplacer. Un joueur appuie sur une série de touches pour donner des coups et le deuxième joueur tente d'appuyer sur les mêmes boutons pour arrêter les coups. Cette phase permet d'admirer de plus près la modélisation des combattants.
Phase Rage
Une fois la barre rage remplie (elle augmente quand le joueur reçoit des coups), le joueur appuie sur la touche correspondante et durant une courte période les coups donnés sont deux fois plus puissants.
Freefall Kombat
Si un personnage est envoyé par un autre dans un élément du décor destructible et tombe dans le vide, le personnage qui l'y a envoyé saute pour lui infliger des coups avant qu'il ne tombe à terre. Comme dans le Close Kombat, il s'agit de faire des enchainements en appuyant sur certaines touches. Si l'attaquant est contré les places seront échangées et s'il ne reprend pas le dessus ce sera lui qui subira l'affrontement et de plus il perdra toute sa barre de super attaque qui reviendra à son adversaire.
Leap of Faith/Test Your Might
Si après avoir attrapé un ennemi le personnage qui tient l'autre se jette dans un mur les deux personnages traverseront plusieurs murs à la suite, l'attaquant se servant de l'autre personnage comme bélier. Les deux joueurs devront appuyer à répétition sur les touches et celui qui aura le plus appuyé sortira vainqueur de cette phase.

### Mises à mort
Le jeu reprend le concept des Fatality et des Brutality des jeux Mortal Kombat : les héros de l'univers DC peuvent exécuter des Heroic Brutality (passages à tabac violents) tandis que les autres personnages, ennemis du DC Universe comme personnages de Mortal Kombat, ont deux Fatality.

### Arènes de combat
Les lieux de combat du jeu sont inspirés des deux univers comme la batcave ou la Forteresse de la Solitude.

### Niveau de violence
La série Mortal Kombat est connue pour son côté très sanglant, et les développeurs du jeu ont donc jugé que Mortal Kombat vs. DC Universe serait moins sanglant que ses prédécesseurs. La raison est que les fans de DC n'apprécieraient surement pas de voir Superman décapité ou Batman démembré par exemple.
Le jeu garde des effusions de sang provoquées par les coups que donnent les combattants mais la partie sanglante du jeu s'arrête là (bien que le jeu reste aussi violent que le reste de la série).